# Barbara Williams
Barbara Williams est une actrice américaine.

## Biographie
Barbara Williams est née au Canada. Elle est l'épouse de Tom Hayden, de 1993 jusqu'à la mort de ce dernier en 2016.

## Filmographie

### Cinéma
- 1984 : Voleur de désirs
- 1988 : Tiger Warsaw
- 1988 : Watchers
- 1990 : L'Affaire Wallraff
- 1991 : City of Hope
- 1997 : Les Années rebelles
- 1998 : Drôles de Papous
- 1998 : Bone Daddy
- 2002 : La Voie du destin
- 2013 : White House Down de Roland Emmerich

### Télévision
- 1989 : Peter Gunn de Blake Edwards
- 1995 : Tel père... tel flic !
- 1999 : Le justicier reprend les armes
- 2019 : Another Life : le général Blair Dubois